# Шрайвер, Сарджент
Роберт Сарджент Шрайвер-младший (англ. Robert Sargent Shriver, Jr. [ˈsɑrdʒənt ˈʃraɪvər]; 9 ноября 1915 — 18 января 2011) — американский политик, дипломат и общественный деятель, являлся членом семьи Кеннеди, на президентских выборах 1972 года был кандидатом в вице-президенты США от Демократической партии.

## Биография

### Ранние годы
Роберт Сарджент Шрайвер, которого с детства называли просто Сардж, родился в 1915 году в Мэриленде в семье банкира Роберта Шрайвера и его жены Хильды. Его предки, носившие фамилию Шрайбер, переехали в Америку из Германии в 1721 году. Сарджент учился в школе Кентербери в Нью-Милфорде (Коннектикут), в 1938 году он окончил Йельский университет, в 1941 году получил степень бакалавра права Йельской школы права.
В 1941 году, незадолго до нападения на Пёрл-Харбор, Шрайвер записался на флот, во время Второй мировой войны служил в основном на Тихом океане. Во время сражения за Гуадалканал получил ранение шрапнелью, награждён медалью «Пурпурное сердце».
После войны Шрайвер работал редактором в журнале Newsweek. На одном званном обеде он познакомился с Юнис Кеннеди, с которой стал встречаться. В 1946 году отец Юнис, Джозеф Патрик Кеннеди, назначил Шрайвера управляющим недавно приобретённого им торгово-офисного центра Merchandise Mart в Чикаго, в то время самого крупного коммерческого здания в мире. В 1953 году Шрайвер женился на Юнис Кеннеди.
Во время работы в Чикаго Шрайвер активно занимался общественной деятельностью. В 1954 году он вошёл в городской совет по вопросам образования, а через год стал его председателем. В 1955 году он также возглавил совет, боровшийся с дискриминацией по расовому признаку. Будучи достаточно активным и известным деятелем в городской политике, в 1959 году Шрайвер рассматривался как основной кандидат от Демократической партии на выборах губернатора Иллинойса в 1960 году. Однако Сарджент отказался от собственных политических амбиций, поскольку в то же время брат его жены, Джон Ф. Кеннеди баллотировался на пост президента США.

### Политическая карьера

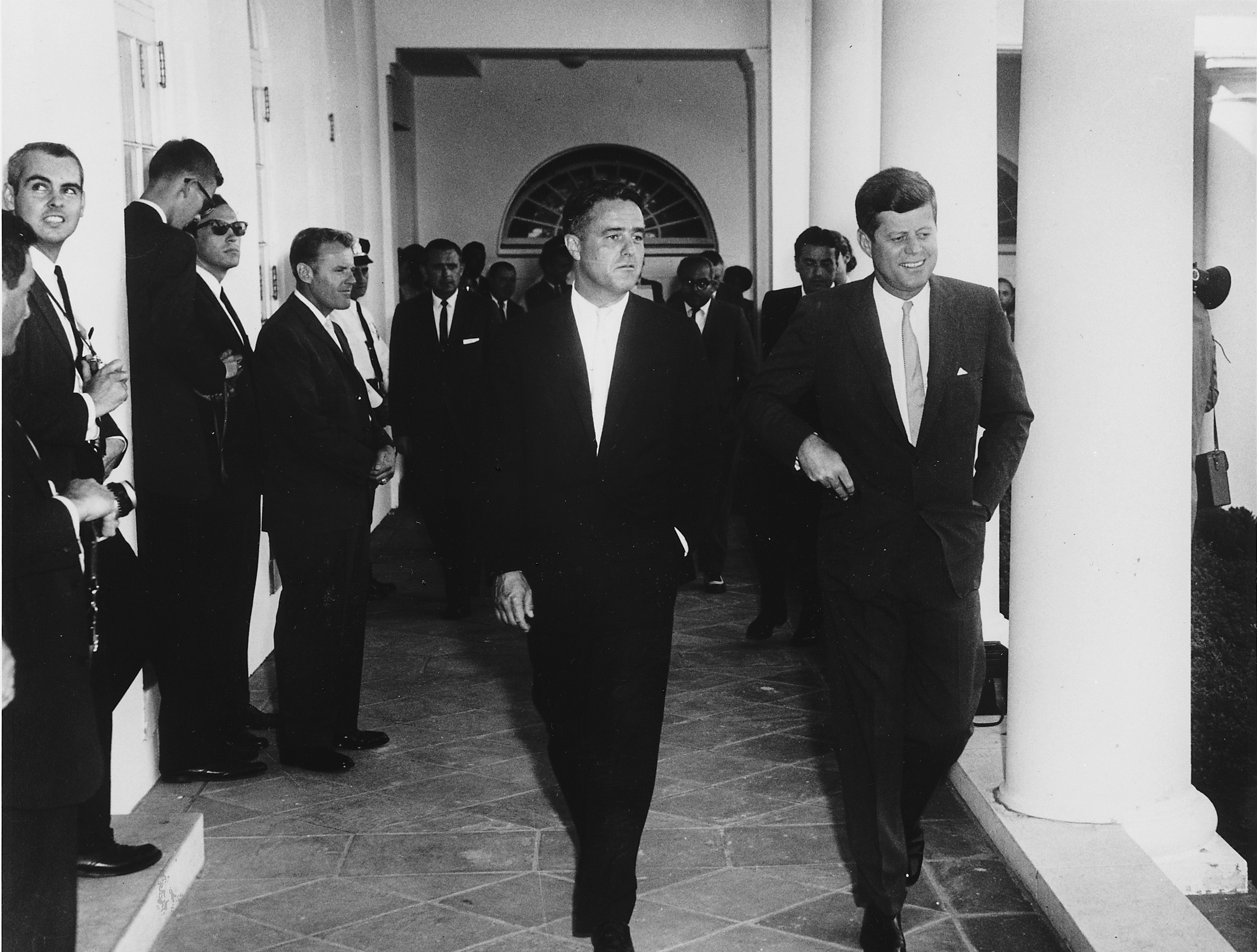
Сарджент Шрайвер (слева) с президентом Кеннеди в Белом доме

Во время президентской кампании Джона Кеннеди Шрайвер работал в его штабах в штатах Висконсин и Западная Виргиния во время праймериз. После инаугурации Кеннеди Сардж возглавил новую добровольческую организацию Корпус Мира. Шрайвер оставался директором Корпуса Мира и при президенте Линдоне Джонсоне, а в 1965 году он возглавил Управление по созданию экономических возможностей, новую организацию, созданную в рамках президентской программы «Войны с бедностью». Задачей управления являлся контроль за использованием бюджетных средств, направленных на социальную помощь нуждающимся.
С 1968 по 1970 годы Шрайвер был послом США во Франции. В 1972 году Джордж Макговерн, кандидат в президенты США от демократической партии, выдвинул Шрайвера кандидатом на пост вице-президента. Однако победу на выборах одержал республиканец Ричард Никсон. В 1976 году Шрайвер пытался выставить свою кандидатуру на пост президента США, но отказался от дальнейшего участия в выборах во время праймериз.

### Жизнь после ухода из политики
В 1971 году Шрайвер стал партнёром в нью-йоркской юридической фирме Fried, Frank, Harris, Shriver & Jacobson, где занимался преимущественно международным правом. Вышел на пенсию в 1986 году. Сарджент принимал активное участие в деятельности организации Special Olympics, основанной его женой, а также работал в созданном им Национальном центре правовой защиты малообеспеченных, основанном им в Чикаго в 1967 году и носящим его имя.
В 1994 году американский президент Билл Клинтон наградил Сарджента Шрайвера Президентской медалью Свободы, за десять лет до этого аналогичную награду из рук Рональда Рейгана получила Юнис Шрайвер. Сарджент и Юнис Шрайверы — единственные в истории США муж и жена, получившие высшую американскую гражданскую награду по отдельности.
В 2003 году у Шрайвера обнаружили болезнь Альцгеймера, после чего он редко появлялся на публике. Умер 18 января 2011 года в Бетесде (штат Мэриленд) в возрасте 95 лет. Президент Барак Обама назвал Сарджента Шрайвера «одним из ярчайших светил величайшего поколения».

## Семья
Сарджент Шрайвер женился на Юнис Кеннеди 23 мая 1953 года в Нью-Йорке, этот брак продолжался 56 лет, до смерти Юнис в 2009 году. У них было пятеро детей:
- Роберт Сарджент Шрайвер III (родился 28 апреля 1954) — активист, журналист, мэр Санта-Моники
- Мария Оуинг Шрайвер (родилась 6 ноября 1955) — журналистка, писательница, экс-супруга Арнольда Шварценеггера
- Тимоти Перри (родился 29 августа 1959) — активист, президент организации Special Olympics
- Марк Кеннеди Шрайвер (родился 17 февраля 1964) — политик, член палаты представителей штата Мэриленд
- Энтони Пол Кеннеди (родился 20 июля 1965) — активист